# ونوم (شخصیت)
ونوم (به انگلیسی: Venom) یک شخصیت خیالی ضد قهرمان در کتاب‌های کمیک آمریکایی منتشر شده توسط مارول کامیکس است، که عموماً با شخصیت ابرقهرمان مرد عنکبوتی در ارتباط است و برای اولین بار، در شمارهٔ ۲۵۲ کمیک مرد عنکبوتی شگفت‌انگیز (مهٔ ۱۹۸۴) در دنیای کمیک حضور پیدا کرد. ونوم متعلق به نژادی آمورف (بدون ساختار فیزیکی) زیست فرازمینی و نوعی انگل و در بعضی مواقع ویروس تحت عنوان سیمبیوت است که برای بقا به یک میزبان، معمولاً انسان (یا هر گونه دیگری از موجودات) نیاز دارد البته گاهی هم دیده شده است که با اجسام غیر ارگانیک همانند یک ماشین پیوند بخورد. او به دلیل قادر بودن به ارتباط و هم‌زیستی با موجودات مختلف از قدرت‌ها و توانایی‌های میزبان‌های خود برخوردار است، هرگاه یک سیمبیوت با یک میزبان پیوند می‌خورد توانایی‌ها و قدرت‌های او را به صورت یک ژن در حافظه ژنی خود ذخیره می‌کند تا در مواقع لزوم از آن توانایی‌ها استفاده کند. برای مثال وقتی ونوم با مرد عنکبوتی پیوند خورد قدرت‌های ابرانسانی او را در خود ذخیره کرد و بعدها وقتی با ادی براک پیوند خورد آن قدرت‌ها را در او بروز داد. ونوم اصلی‌ترین رقیب مردعنکبوتی محسوب می‌شود.

اولین حضور لباس سیاه رنگ در دنیای کمیک در جلد کمیک شماره ۲۵۲ مردعنکبوتی شگفت‌انگیز (۱ مه ۱۹۸۴)

برای مدت طولانی گمان بر این می‌رفت که اولین میزبان ونوم مرد عنکبوتی بوده است، ولی در جلد شماره ۳ سری کمیک جنگ‌های پنهان پنهان ددپول که در سال ۲۰۱۵ منتشر شد، مشخص شد اولین میزبان ونوم، ددپول بوده است. که دلیل جنون نسبی ونوم، همین پیوند کوتاه او با ددپول است. دومین میزبان ونوم مرد عنکبوتی بود که در جریان جنگ‌های پنهان این سیمبیوت را به تن کرد و آن را با خود به زمین آورد، اما در نهایت وقتی از ماهیت واقعی آن آگاه شد، خود را از این موجود جدا نمود. این موجود سپس به دنبال میزبانی دیگر، که از مهم‌ترین آن‌ها می‌توان به ادی براک، سومین میزبان ونوم اشاره کر، د که تبدیل به ونوم و دشمن مردعنکبوتی شد. بر طبق سازمان شیلد او در کنار شخصیت‌هایی همچون مگنیتو، دکتر دووم و جمجمه سرخ به عنوان یکی از بزرگ‌ترین تهدیدات بشریت محسوب می‌شود. ادی براک، با قرارگیری در لیست ۵۰ شرور برتر در دنیای کمیک، یکی از محبوب‌ترین ابرشرور‌های دنیای مارول است که در مقابل قهرمانان زیادی چون مردعنکبوتی، هالک و ثور ظاهر شده و حتی با ثور و هالک پیوند خورده است و آنها را شکست داده است. اما عمدهٔ حضور او در کمیک‌های مردعنکبوتی بوده است. ونوم توانسته به تنهایی انتقام جویان را شکست بده.

اولین حضور ونوم در دنیای کمیک در پانل آخر کمیک شماره ۲۹۹ مرد عنکبوتی شگفت‌انگیز (۱ آوریل ۱۹۸۸)

## تاریخچه و سرگذشت
در پی اتفاقات جنگ‌های پنهان لباس کلاسیک مرد عنکبوتی آسیب دید و او به یک لباس جدید احتیاج داشت، به همین دلیل با استفاده از یک دستگاه برای خود لباس جدید سیاه رنگی محیا کرد و تبدیل به مرد عنکبوتی سیاه پوش شد (البته این لباس بعدها به عنوان لباس سیمبیوتی شهرت پیدا کرد). مرد عنکبوتی متوجه شد که این لباس او را قوی تر، سریع تر و از هر جهت بهتر می‌کند، برای همین لباس را بعد از وقایع جنگ‌های پنهان با خود به زمین آورد.

یکی از ماندگارترین جلدهای کمیک تمام دوران، جلد شماره ۸ سری کمیک جنگ‌های پنهان که در آن مرد عنکبوتی لباس سیاه را بر تن می‌کند

بعد از مدتی مرد عنکبوتی متوجه شد که لباس موجودی زنده است که اخلاق او را دگرگون و او را تبدیل به فردی پرخاشگر و خشن کرده است، برای همین با کمک چهار شگفت‌انگیز و دکتر استرنج لباس را از خود جدا کرد و ان را تحویل چهار شگفت‌انگیز داد تا روی لباس تحقیق کنند و اجازه ندهند به کسی آسیب بزند. بعد از مدتی لباس از آزمایشگاه چهار شگفت فرار کرد و در کلیسایی مخفی شد. در عین حال خبرنگاری به نام ادی براک به دلیل یک گزارش اشتباه که اشتباه بودن آن توسط مرد عنکبوتی به اثبات رسیده بود، از کارش اخراج شده بود، بدنام شده بود و زندگی اش نابود شده بود از مرد عنکبوتی کینه داشت. براک که فردی مذهبی بود و فکر می‌کرد زندگی اش به هیچ درست نخواهد شد به فکر خودکشی افتاد، به همین دلیل به کلیسایی که سیمبیوت در آن مخفی شده بود به همراه یک اسلحه رفت تا بعد از طلب بخشش از خداوند به خاطر گرفتن جان خود، خودش را بکشد. سیمبیوت که خود هم به دلیل پس زدن اش توسط مردعنکبوتی از او کینه داشت و می‌خواست انتقام بگیرد، حس تنفر شدید براک از مردعنکبوتی را حس کرد. براک وقتی طلب بخشش اش تمام شد تفنگ را در دهان اش گذاشت و خواست خود را بکشد ولی ناگهان سیمبیوت خود را به پیوند زد و هیولایی به نام ونوم به وجود آمد که هدفی به غیر از کشتن مرد عنکبوتی نداشت.

## در رسانه‌ها
ونوم تقریباً در تمامی بازی‌های ویدئویی و انیمیشن‌های مرد عنکبوتی حضور داشته است، توفر گریس در سال ۲۰۰۷ نقش ادی براک/ونوم را در فیلم مردعنکبوتی ۳ به کارگردانی سم ریمی ایفا کرده است. همچنین در سال ۲۰۱۸، تام هاردی نقش این شخصیت را در فیلم ونوم به کارگردانی روبن فلیشر ایفا کرد. دنباله این فیلم با نام ونوم: بگذارید کارنیج بیاید به کارگردانی اندی سرکیس در اکتبر ۲۰۲۱ با نقش آفرینی مجدد تام هاردی اکران شد. دنبالۀ این فیلم با نام ونوم: آخرین رقص در سال ۲۰۲۴ با نقش آفرینی مجدد تام هاردی منتشر شد.